# Anne Suzuki
Anne Suzuki (鈴木 杏?, Suzuki An; Setagaya, 27 aprile 1987) è un'attrice giapponese.

## Biografia
Ha iniziato la sua carriera nel mondo dello spettacolo a 12 anni, recitando nel film hollywoodiano La neve cade sui cedri a fianco di Ethan Hawke, per poi partecipare a molte altre pellicole cinematografiche di successo. Ha doppiato nel 2004 il personaggio principale nel film d'animazione Steamboy. Ha anche interpretato ruoli di spicco in vari dorama.

## Filmografia

### Cinema
- La neve cade sui cedri (Snow Falling on Cedars), regia di Scott Hicks (1999)
- Jubunairu, regia di Takashi Yamazaki (2000)
- Returner - Il futuro potrebbe essere storia (Ritânâ), regia di Takashi Yamazaki (2002)
- Ao no hono-o, regia di Yukio Ninagawa (2003)
- Moon Child, regia di Takahisa Zeze (2003)
- Nain souruzu, regia di Toshiaki Toyoda (2003)
- Hana to Arisu, regia di Shunji Iwai (2004)
- Initial D (Tau man ji D), regia di Andrew Lau e Alan Mak (2005)
- Kûchû teien, regia di Toshiaki Toyoda (2005)
- Glory to the Filmmaker! (Kantoku · Banzai!), regia di Takeshi Kitano (2007)
- Kisshô Tennyo, regia di Ataru Oikawa (2007)
- Tsubaki Sanjuro, regia di Yoshimitsu Morita (2007)
- Mahoro ekimae Tada benriken, regia di Tatsushi Ohmori (2011)
- Keibetsu, regia di Ryūichi Hiroki (2011)
- Himizu, regia di Sion Sono (2011)
- Helter Skelter (Herutâ sukerutâ), regia di Mika Ninagawa (2012)
- Sayonara keikoku, regia di Tatsushi Ohmori (2013)
- Asu ni kakeru hashi 1989 nen no omoide, regia di Takafumi Ohta (2018)

### Televisione
- Gift – serie TV, episodio 1x03 (1997)
- Aoi tori – serie TV, 11 episodi (1997)
- Akimahende! – serie TV, 11 episodi (1998)
- Rokubanme no Sayoko – serie TV, 12 episodi (2000)
- Psycho Doctor – serie TV, episodio 1x03 (2002)
- Stand Up!! (スタンドアップ!! Sutando Appu!!) – serie TV, 11 episodi (2003)
- Ganbatte ikimasshoi – serie TV, 11 episodi (2005)
- Room of King – serie TV, 9 episodi (2008)
- Seinaru kaibutsu tachi – serie TV, 8 episodi (2012)
- Makete, katsu: Sengo wo tsukutta otoko Yoshida Shigeru – serie TV, episodio 1x01 (2012)
- Hanamoyu – serie TV, 31 episodi (2015)
- Tokyo Sentimental: Senju no Koi, regia sconosciuto – film TV (2017)
- Anone – serie TV, 10 episodi (2018)
- Top Knife: Tensai Nougekai no Joken – serie TV, episodi 1x03-1x10 (2020)